# ألكسندر كروميل
ألكسندر كروميل (بالإنجليزية: Alexander Crummell) (3 مارس 1819 – 10 سبتمبر 1898) كان وزيرًا رياديًّا من الوزراء الأماركة الأفارقة، وأكاديميًّا وقوميًّا إفريقيًّا. صار ألكسندر كروميل قسيسًا في الكنيسة الأسقفية في الولايات المتحدة الأمريكية، ورحل إلى إنجلترا في أواخر أربعينيات القرن التاسع عشر لجمع مزيد من المال لكنيسته، بإلقاء محاضرات عن حال العبودية في أمريكا. دعم المطالِبون بإلغاء العبودية دراسة كروميل التي امتدت ثلاث سنين في جامعة كامبريدج، حيث توصل إلى مبادئ الوحدة الإفريقية.
في عام 1853 انتقل ألكسندر كروميل إلى ليبيريا، حيث عكف على تحويل الأفارقة الأصليين إلى المسيحية، وعمل على تعليمهم، إلى جانب محاولة إقناع الاستعماريين الأمريكيين بأفكاره. أراد كروميل جذب الأماركة السود إلى إفريقيا في بعثة استعمارية تمدينية. عاش ألكسندر كروميل في ليبيريا وعمل فيها لمدة 20 سنة، وناشد الأمريكيين السود في الانضمام إليه، لكنه على الرغم من هذا لم يحصد لأفكاره دعمًا كبيرًا.
بعد أن عاد ألكسندر كروميل إلى الولايات المتحدة في عام 1872، استُدعي لبعثة سانت ماري التابعة للكنيسة الأسقفية في واشنطن العاصمة. في عام 1875 أسس بالتعاون مع أبرشيته كنيسة سانت لوقا الأسقفية، فكانت أول كنيسة أسقفية مستقلة للسود في المدينة كلها. ثم أقاموا ابتداءً من عام 1876 كنيسة جديدة في الشارع الخامس عشر في المنطقة الشمالية العربية، واحتفلوا بأول عيد شكر لهم فيها في عام 1879. عمل ألكسندر كروميل فيها رئيسًا للأبرشية، إلى حين تقاعده في عام 1894. في عام 1976 عُدت الكنيسة من المعالم التاريخية الوطنية الأمريكية.

## النشأة ودراسته

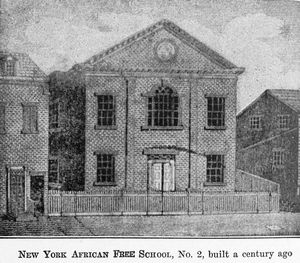
لوحة حجرية لمدرسة إفريقيا الحرة التي التحق بها كروميل

وُلد ألكسندر كروميل في مدينة نيويورك، ابنًا لِتشاريتي هيكس التي كانت امرأة حرة من غير البيض، وبوسطن كروميل الذي كان عبدًا سابقًا. على حسب رواية كروميل الشخصية، كان جده لأبيه منحدرًا من شعب تيمني، وقد وُلد في جمهورية سيراليون، وأُسر واتُّخذ عبدًا حين كان في الثالثة عشرة من عمره. كان كلا والديه داعيين نشيطين إلى التحرير من العبودية، وسمحا بأن يُستعمل منزلهما في نشر أول صحيفة من صحف الأمريكيين الأفارقة، وكانت تُدعى صحيفة الحرية. غرس بوسطن كروميل في ابنه شعور الاتحاد والاتصال بالأفارقة الذين يعيشون في إفريقيا. بتأثير والدي كروميل فيه، ومن جراء خبراته المبكرة في حركة التحرير من العبودية، تشكلت قيمه ومعتقداته وسلوكياته في ما بقي من حياته. فعلى سبيل المثال، حتى حين كان ألكسندر كروميل طفلًا في نيويورك، عمل لصالح الجمعية الأمريكية المناهضة للعبودية.
بدأ كروميل دراسته في المدرسة الإفريقية الحرة رقم 2، وفي المنزل على أيدي مدرسين خصوصيين. تخرج في تلك المدرسة أيضًا رجال من الأمريكيين الأفارقة الذين صاروا نشطاء في حركة التحرير من العبودية، مثل جيمس ماكيون سميث (طبيب أمريكي ريادي) وهنري هايلاند غارنت.

## روابط خارجية
- ألكسندر كروميل على موقع الموسوعة البريطانية (الإنجليزية)
- ألكسندر كروميل على موقع ميوزك برينز (الإنجليزية)